# Azerbaïdjan et Organisation des Nations unies

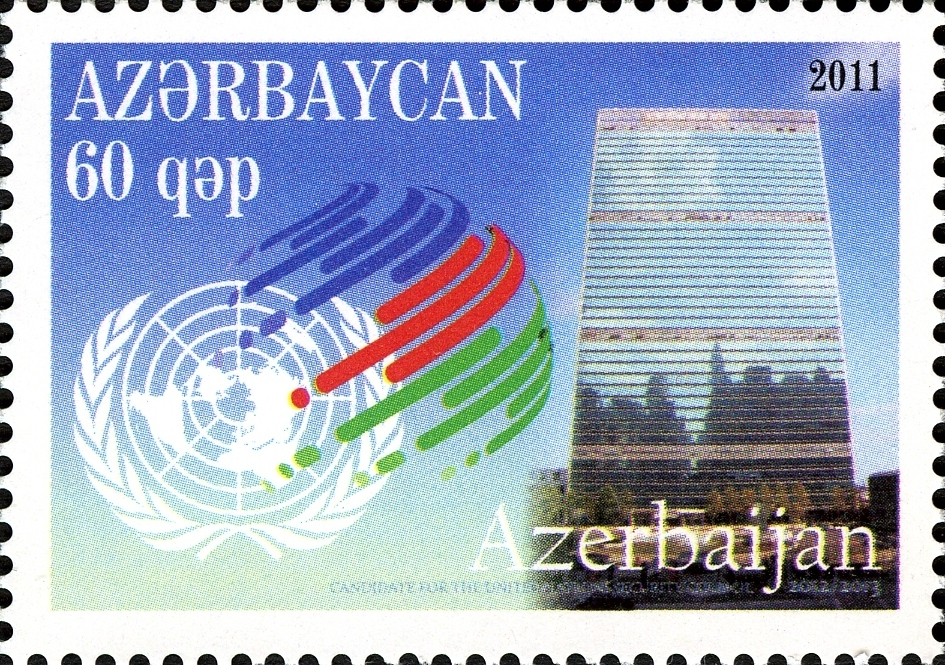
Cachet de la poste

L' Azerbaïdjan a été admis aux Nations unies le 2 mars 1992 lors de la 46e session de l'Assemblée générale des Nations unies. 
Le même jour, le drapeau national de l'Azerbaïdjan a été élevé devant le siège de l'ONU à New York. Le 6 mai 1992, la délégation azerbaïdjanaise a commencé à travailler à l'ONU. Et en 1993, le bureau de l'ONU a été ouvert en Azerbaïdjan,.

## Introduction
Le 18 octobre 1991, l'Azerbaïdjan adopte la « Loi constitutionnelle sur l'indépendance de l'État de la République d'Azerbaïdjan » et rétablit ainsi son indépendance, peu avant que l'URSS soit dissoute,.
Le 29 octobre 1991, le gouvernement azerbaïdjanais demande à l'ONU de considérer la question de l'admission de l'Azerbaïdjan dans cette organisation, en tenant compte du fait qu'après avoir acquis l'indépendance, l'Azerbaïdjan aspire à la liberté, à la démocratie et à l'égalité et souhaite contribuer au renforcement de la sécurité et de la coopération internationales.
Le 14 février 1992, le Conseil de sécurité de l'Organisation a examine l'appel et, lors de la 82e séance plénière, recommande à l'Assemblée générale que le pays devienne membre de l'organisation. Ainsi, l'Assemblée générale décide, dans sa résolution 46/230, d'admettre la République d'Azerbaïdjan à l'Organisation des Nations unies. Lors de la 46e session de l'Assemblée le 2 mars 1992, elle est admise aux Nations unies et, le 6 mai, la représentation permanente de l'Azerbaïdjan auprès des Nations unies est ouverte,.

## Adhésion à l'ONU
L'adhésion à l'ONU aide l'Azerbaïdjan à renforcer l'indépendance nouvellement restaurée et à faire appel à la communauté internationale, en particulier en Europe. La délégation azerbaïdjanaise essaye d'attirer l'attention sur le conflit territorial arménien-azerbaïdjanais dès le premier jour de la participation à l'ONU par le biais de la plate-forme de l'organisation.

## 48esession de l'Assemblée générale

### Résolutions
En 1993, le Conseil de sécurité de l'organisation adopte quatre résolutions sur le conflit arménien-azerbaïdjanais et chacune d'elles est adoptée à la suite de la saisie du Haut-Karabakh et de sept régions environnantes de l'Azerbaïdjan par les forces armées arméniennes,,,. Il s'agit des résolutions suivantes qui confirment l'inviolabilité territoriale de l'Azerbaïdjan et exigent un cessez-le-feu immédiat et des hostilités, ainsi que le retrait des forces d'occupation des territoires de la République d'Azerbaïdjan :
1. Résolution du Conseil de sécurité des Nations unies no 822 du 30 avril 1993 concernant la saisie de Kelbedjer,
2. Résolution 853 du Conseil de sécurité de l'ONU du 29 juillet 1993 après l'occupation d'Aghdam,
3. Résolution 874 du Conseil de sécurité des Nations unies du 14 octobre 1993 sur l'occupation des quartiers de Fuzouli, Jebrail et Goubadly et
4. Résolution 884 du Conseil de sécurité de l'ONU du 12 novembre 1993 dans le cadre de l'occupation de la région de Zenguilan.

À la suite de l'occupation arménienne, l'Azerbaïdjan doit gérer des réfugiés et des personnes déplacées. En 1993, lors de sa réunion plénière, l'Assemblée générale des Nations unies adopte une résolution prévoyant une assistance internationale aux réfugiés et aux personnes déplacées à l'intérieur du pays.

## 49esession de l'Assemblée générale
Le président de l'Azerbaïdjan Heydar Aliyev participe pour la première fois à la session de l'Assemblée générale des Nations unies en septembre 1994 lors de la 49e session. Le 29 septembre 1994, Heydar Aliyev, dans son discours à la session de l'Assemblée générale des Nations unies, décrit la politique de l'Azerbaïdjan en ce qui concerne l'ONU :
« En général, la République d'Azerbaïdjan évalue de manière optimiste les perspectives de l'ONU pour l'avenir, a l'intention de continuer à respecter les principes élevés des Nations Unies, à s'efforcer d'accroître l'efficacité et l'autorité de l'organisation. »
En octobre 1994, le Secrétaire général de l'ONU, Boutros Boutros-Ghali, se rend à Bakou.

## 50esession de l'Assemblée générale
En octobre 1995, à l'occasion du 50e anniversaire des Nations unies, une session solennelle spéciale de l'Assemblée générale des Nations unies a lieu, à laquelle Heydar Aliyev participe également.

## Après 1995
En 1996, l'Assemblée générale des Nations unies adopte des résolutions sur la coopération avec l'OSCE, dans lesquelles elle réitére son soutien à l'intégrité territoriale de l'Azerbaïdjan.
Le 28 juillet 1997, Heydar Aliyev effectue une visite officielle aux États-Unis, où il rencontre le nouveau secrétaire général de l'ONU, Kofi Annan. Le même jour, lors d'une réunion avec les représentants permanents des États membres du Conseil de sécurité de l'ONU et le 29 juillet, lors d'une réunion avec les ambassadeurs accrédités auprès de l'ONU des États du monde, le président azerbaïdjanais parle aux participants à la réunion des problèmes auxquels le pays est confronté, notamment du conflit arméno-azerbaïdjanais du Haut-Karabakh.
En 1996, l'Azerbaïdjan signe la Convention des Nations unies de 1984 contre la torture et autres peines ou traitements cruels, inhumains ou dégradants.
En 1998, le 50e anniversaire de la Charte mondiale des droits de l'homme des Nations unies est célébré et, la même année, en Azerbaïdjan, la peine de mort et la censure sur la presse sont abolies.

## LeXXIesiècle
En septembre 2000, lors du Sommet du Millénaire des Nations unies, Heydar Aliyev prononce un discours, mentionnant la situation dans le pays à la suite du conflit arménien-azerbaïdjanais. Dans son discours, il insiste également sur le besoin de réformes au sein des Nations unies, qui ont récemment fait l'objet d'un large débat.
Après les événements du 11 septembre 2001, l'Azerbaïdjan rejoint les mesures antiterroristes des Nations unies. La République d'Azerbaïdjan coopère étroitement avec le Comité des Nations unies pour la lutte contre le terrorisme et le Comité des sanctions sur l'Afghanistan. En octobre 2001, l'Azerbaïdjan participe à des opérations antiterroristes en Afghanistan et envoie son contingent militaire pour aider les forces armées internationales à maintenir la sécurité en Afghanistan.
En octobre 2001, l'Azerbaïdjan adhère à la Convention des Nations unies sur la prévention du financement du terrorisme.
En mai 2002, Heydar Aliyev publie un décret sur la mise en œuvre des Nations unies 1368 (menaces contre la paix et la sécurité internationales causées par des actes de terrorisme), résolutions de l'Assemblée générale 1373 (menaces à la paix et la sécurité internationales causées par des actes terroristes), 1377 (menaces à l'international paix et sécurité, créé par des actes terroristes) visant à lutter contre le terrorisme.
En septembre 2003, le premier ministre de l'Azerbaïdjan Ilham Aliyev fait lors de la prochaine session de l'Assemblée générale de l'ONU et note que la multiplication du pouvoir et l'autorité des réformes de l'ONU sont essentielles.
« Il est maintenant clair que les mécanismes existants de l'ONU ne répondent pas aux exigences de l'époque, et à cet égard, la réforme des Nations Unies sont devenues une question importante. Il faut que l'Assemblée générale de la réforme, aussi, il faut aussi se refléter les réalités d'aujourd'hui, après un demi-siècle réalités. »
En avril 2004, le chef du ministère du Développement économique de l'Azerbaïdjan Farhad Aliyev, le coordinateur résident des Nations unies Marco Borsotti, ainsi que des représentants du Haut Commissariat des Nations unies pour les réfugiés, l'UNICEF et le programme non-ONU, signent un accord-cadre sur l'aide au développement en Azerbaïdjan pour la période 2005-2009.
En septembre 2004, lors de la 59e session de l'Assemblée générale des Nations unies, le président de l'Azerbaïdjan, Ilham Aliyev, rappelle que les quatre résolutions du Conseil de sécurité de l'ONU sur le conflit arménien-azerbaïdjanais ne sont toujours pas remplies.
Le 14 mars 2008, lors de la 62e session, la question de « La situation dans les territoires occupés de l'Azerbaïdjan » est discutée. Le représentant permanent de l'Azerbaïdjan auprès de l'ONU, parle du conflit arméno-azerbaïdjanais du Haut-Karabakh et exhorte les délégations à appuyer le projet de résolution, rédigé par l'Azerbaïdjan. Le projet de résolution comprenait 9 points et exprimait la position de l'Assemblée générale des Nations unies sur le conflit arméno-azerbaïdjanais et soutenait également l'intégrité territoriale de la République d'Azerbaïdjan à l'intérieur des frontières reconnues au niveau des documents internationaux et exigeait le retrait complet et inconditionnel des forces armées arméniennes des territoires azerbaïdjanais occupés , la création de conditions appropriées pour le retour sur leurs terres de tous les Azerbaïdjanais - réfugiés et personnes déplacées à l'intérieur de leur propre pays. Au cours du vote, 39 pays votent pour adopter la résolution, 7 pays contre et 100 pays s'abstiennent. Ainsi, l'Assemblée générale des Nations unies adopte une résolution « Sur la situation dans les territoires occupés de l'Azerbaïdjan ».
« L'Assemblée générale réitère qu'aucun État ne devrait reconnaître la situation créée par l'occupation des territoires de la République d'Azerbaïdjan comme légale et ne devrait pas promouvoir ou contribuer à la préservation de cette situation », indique le document.

## 70esession de l'Assemblée générale
De septembre 2015 à septembre 2016, la session du 70e anniversaire de l'Assemblée générale des Nations unies a lieu à New York, à laquelle le ministre azerbaïdjanais des Affaires étrangères Elmar Mammadyarov participe.
Le 25 septembre, Elmar Mammadyarov rencontre les coprésidents du Groupe Minsk de l'OSCE, Igor Popov (Russie), James Warlick (États-Unis), Pierre Andriou (France) lors de la 70e session de l'Assemblée générale des Nations unies. Au cours de la réunion, les parties discutent des moyens de régler le conflit arménien-azerbaïdjanais.
Le même jour, le ministre des Affaires étrangères de l'Azerbaïdjan rencontre des représentants du Comité juif américain, dirigé par le directeur exécutif David Allan Harris.
Dans la Résolution 71/249 de l'Assemblée générale des Nations unies, intitulée « Promotion du dialogue interreligieux et interculturel, compréhension mutuelle et coopération pour la paix », l'Assemblée se félicite de la Déclaration de Bakou adoptée lors du 7e Forum mondial de l'Alliance des civilisations de l'ONU sous le slogan « La coexistence dans les sociétés inclusives : défi et but », tenue à Bakou les 25 et 27 avril 2016.

## 72esession de l'Assemblée générale
Le 17 septembre 2017, dans le cadre de la 72e session de l'Assemblée générale des Nations unies, un événement de haut niveau intitulé « Appuyer la déclaration politique sur les réformes de l'ONU » a lieu, auquel assiste également Ilham Aliyev.
Le 18 septembre, le président de l'Azerbaïdjan rencontre à New York le rabbin Mark Schneier, président du Fonds américain de compréhension ethnique et plusieurs personnalités religieuses des chrétiens évangéliques.
Le 19 septembre, l'Azerbaïdjan soutient également la déclaration politique américaine sur la réforme de l'ONU.
Le 20 septembre, l'ouverture officielle de la 72e session de l'Assemblée générale des Nations unies a lieu à New York, où Ilham Aliyev prononce un discours.
Le même jour, le président azerbaïdjanais Ilham Aliyev rencontre le secrétaire général de l'ONU, Antonio Guterres, à New York.
L'Azerbaïdjan coopère étroitement avec d'autres organisations des Nations unies :
- Le programme des Nations unies pour le développement,
- Le Haut Commissariat des Nations unies pour les réfugiés,
- Le Fonds des Nations unies pour l'enfance (UNICEF),
- L'Organisation des Nations unies pour l'éducation, la science et la culture (UNESCO)
- L'Organisation des Nations unies pour le développement industriel (ONUDI)
- L'Organisation mondiale de la santé (OMS),
- Le Fonds de développement des Nations unies pour la femme (UNIFEM),
- L'Agence internationale de l'énergie atomique (AIEA),
- L'Organisation du traité d'interdiction complète des essais nucléaires (CTBTO).

Un mémorandum est signé lors du Programme de développement entre les Nations unies et la Fondation Heydar Aliyev.
Au cours de sa participation à la session de l'Assemblée générale des Nations unies en septembre 1994, Heydar Aliyev signe l'Accord de coopération avec l'UNICEF. L'objectif principal des activités conjointes avec l'UNICEF est d'atténuer la situation des enfants et des adolescents - réfugiés et personnes déplacées à l'intérieur du pays. Au cours de la période 1995-1997 et 1998-2000, l'Azerbaïdjan est membre du Comité exécutif de l'UNICEF.
En 1994, en vertu du décret du Président, la Commission nationale de l'Azerbaïdjan pour l'UNESCO est créée pour aider le pays dans le développement de domaines tels que l'éducation, la science et la culture.
Depuis 1993, le Haut Commissariat des Nations unies pour les réfugiés mène des activités approfondies en Azerbaïdjan et met en œuvre des mesures importantes pour fournir une assistance humanitaire aux Azerbaïdjanais : les réfugiés et les personnes déplacées à l'intérieur de leur pays.
En 2000-2002, la République d'Azerbaïdjan devient membre de la Commission des Nations unies sur la condition de la femme, en 2002-2004 - La Commission des Nations unies pour le développement durable, en 2003-2005 - Conseil économique et social (ECOSOC).
Le 21 octobre 2011, le vice-président de la fondation Heydar Aliyev, Leyla Aliyeva et le coordonnateur résident de l'ONU en Azerbaïdjan, Fikret Akchura, signent un protocole d'entente sur la coopération entre la Fondation Heydar Aliyev et le Programme des Nations unies pour le développement.
À la suite d'un scrutin secret, le 24 octobre 2011, lors d'une réunion de l'Assemblée générale des Nations unies, l'Azerbaïdjan est élu nouveau membre non permanent représentant la région de l'Europe de l'Est au Conseil de sécurité en 2012-2013.
Le 14 juin 2016 lors des élections du Conseil économique et social de l'ONU qui ont lieu à l'Assemblée générale des Nations unies, parmi 184 États ayant participé au vote, 176 votent pour l'Azerbaïdjan. Ainsi, l'Azerbaïdjan est élu au Conseil économique et social de l'ONU (ECOSOC) pour 2017-2019.
Le 19 janvier 2017 à Bakou se déroule la première réunion du comité directeur dans le cadre de la Convention-cadre des Nations unies sur le partenariat entre l'Azerbaïdjan et les Nations unies (UNAPF) pour 2016-2020. Trois groupes de travail conjoints sont créés auprès des représentants de l'ONU et du gouvernement de l'Azerbaïdjan.

## Faits
- Les 15 et 18 février 2016 à Bakou, dans le cadre du Ministère de la jeunesse et du sport d'Azerbaïdjan et du Programme des Nations unies pour le développement, se déroule la Conférence modèle nationale des Nations unies
- L'Azerbaïdjan prend la huitième place dans la cote de la cybersécurité mondiale des Nations unies, où Singapour, les États-Unis et la Malaisie sont respectivement devenus les trois premiers. La Russie se classe 10e dans cette liste, Turquie - 43, Iran - 59 et Arménie - 111.
- En 2016, l'Azerbaïdjan occupe la 56e ligne (en 2014, 68e) dans le classement du niveau de développement de l'indice de développement du gouvernement électronique, dans lequel les trois premières lignes de la notation, dont 193 pays membres de l'ONU, sont occupées par le Royaume-Uni, l'Australie et la Corée du Sud[18].